# بافل فوكس
بافل فوكس (بالروسية: Фукс, Павел Яковлевич)‏‏ (27 أكتوبر 1971 في خاركيف - ) رائد أعمال، وراعي فنون، ومصرفي من روسيا.
تزعم وكالة الأنباء الأوكرانية أن فوكس يحمل الجنسية الأوكرانية وليس لديه الجنسية الروسية.